# Чешуехвостый кускус
Чешуехвостый кускус, или чешуехвостый поссум (лат. Wyulda squamicaudata) — единственный вид одноимённого рода из семейства Поссумы. Эндемик Австралии. Местное название у аборигенов — иллунгалья.

## Распространение
Обитает в северной части австралийского штата Западная Австралия в регионе Кимберли. До 1965 года вид был известен по четырём экземплярам. Впоследствии в дикой природе было найдено ещё несколько экземпляров.
Населяет преимущественно пустынные районы, покрытые низкорослыми деревьями и скалами.

## Внешний вид
Размеры средние. Длина тела составляет 290—395 мм, хвоста — 250—325 мм, вес — 1,4-2 кг.
Голова укороченная, широкая. Уши короткие, округлённые. Хвост хватательный, покрыт волосами только у основания. Волосяной покров густой, короткий, мягкий. Спина покрыта серым мехом с черноватым оттенком, брюхо — желтоватым мехом, голова и лапы — буроватым мехом. По середине спины проходит тёмная полоса.

## Образ жизни
Активность приходится на ночь, днём же прячутся в скалах. Питаются растениями, фруктами, насекомыми, возможно, маленькими позвоночными. С наступлением сумерек забираются на ближайшее дерево, а затем переползают на ближайшие деревья, не спускаясь на землю.

## Размножение
Ведут одиночный образ жизни. В потомстве обычно один детёныш, который появляется на свет между мартом и августом. Половая зрелость у самцов наступает через 18 месяцев, у самок — на третий год.